# Шереметев, Александр Васильевич
Александр Васильевич Шереметев (4 (16) января 1831 — 28 февраля (12 марта) 1890) — крупный помещик Орловской губернии, губернский предводитель дворянства.

## Биография
Родился 4 (16) января 1831 года; был младшим сыном Василия Александровича Шереметева (1795—1862) от брака с Юлией Васильевной Шереметевой (1800—1862). Получил домашнее воспитание.
Службу начал в июне 1851 года юнкером в Кавалергардском полку, с 1853 года корнет, с 1855 года поручик. В 1856 году назначен адъютантом при дежурном генерале Главного штаба. В июле 1858 года оставил военную службу и перешёл на гражданскую в чине   титулярного советника. Исполнял обязанности помощника экспедитора сверх штата в Государственной Канцелярии. В 1859 году пожалован камер-юнкером. С 1863 года назначен мировым посредником в Мценском уезде.
В 1866 году был избран орловским губернским предводителем дворянства. Шереметев первый вступил в железнодорожный проект земской Орловско-Витебской железной дороги и провел его блестяще, построив дорогу чрезвычайно быстро за два с половиной года и получил с этого прибыль, как для губернии, так и лично для себя. Последние обстоятельство было причиной посыпавшейся на него критики и недовольства им в Петербурге. При дворе не нравилась резкая, умная речь Шереметева и то влияние, которым он пользовался в губернии. Он временно был заменен А. А. Апраксиным. 
В 1871 году вновь избранный на должность губернского  предводителя Шереметев не был представлен министром А. Е. Тимашевым к утверждению. Тимашёв придрался к тому, что второй кандидат А. А. Нарышкин, исполняющий второе трехлетие должность председателя Орловского съезда мировых судей, не имел чина, и предложил не утверждать Шереметева на это должность. В июне 1873 года он был вновь избран губернским предводителем дворянства и, по словам современника, это был полный его триумф, «дворянство на руках вынесло Шереметева из зала собрания». Но вскоре он подал прошение об отставке «по расстроенным домашним обстоятельствам, от службы и от звания камергера»; 14 декабря был уволен. С 1873 года был почетным мировым судьей Мценского и Волховского уездов. 
По отзыву Д. Д. Оболенского, Шереметев был «человек ума обширного и редкой энергии предприимчивый» и в петербургском обществе его называли «La rouge d`Orel» (Красный орел). Выйдя в отставку, он занимался исключительно своими частными делами, и весьма крупными, но неудачно. В 1879 году он потерял свое большое состояние при банкротстве одного из банков и неудачной поставки сухарей в армию. Не имея возможности жить в России широко как раньше, с тем комфортом к которому привык, будучи человеком крайне независимым и гордым в смысле свободы, Шереметев уехал во Францию к брату. Он жил один в Париже, «где хотя ему и плохо жилось, но дышалось свободно. Юмор и остроумие его были неиссякаемыми, и бодрый дух, который он в себе поддерживал, не выдавал наружу его тяжелого душевного настроения».
Скончался 28 февраля (12 марта) 1890 года в Париже в большой бедности «от грудной жабы». Тело его было перевезено в Россию и похоронено в семейной усыпальнице в Троице-Сергиевой пустыни под Петербургом.

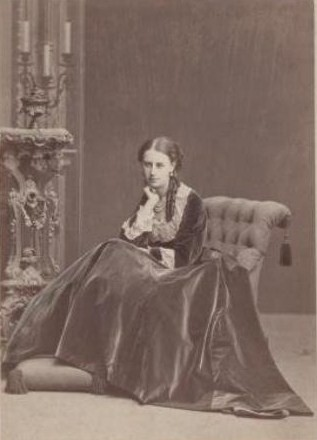
Жена, Софья Григорьевна

## Семья
Жена (с 23 июля 1861 года) — Софья Григорьевна Петрово-Соловово (01.08.1843—1920), дочь камергера Григория Фёдоровича и княжны Натальи Андреевны Гагариной. По словам Оболенского, красавица-жена и дети, для которых Шереметев работал и жил, забыли его и не хотели знать его в несчастье. Их дети:
- Василий (1862—1913), штабс-ротмистр гусарского полка, женат на Наталье Григорьевна Кузнецовой; имел дочь Анну (1890—1924, Париж).
- Екатерина (13.07.1864—1941), её первым мужем с 1890 года был граф Павел Павлович Голенищев-Кутузов-Толстой (1869—1909). Разведясь, 19 февраля 1907 года в Дрездене стала женой барона Людвига Карловича Кнорринга (1859—1930), посла России в Дармштадте. Умерла в Веве (Швейцария).